# Eupyrgus scaber
Eupyrgus scaber is een zeekomkommer uit de familie Eupyrgidae.
De wetenschappelijke naam van de soort werd in 1857 gepubliceerd door Christian Frederik Lütken.